# Zamek francuski

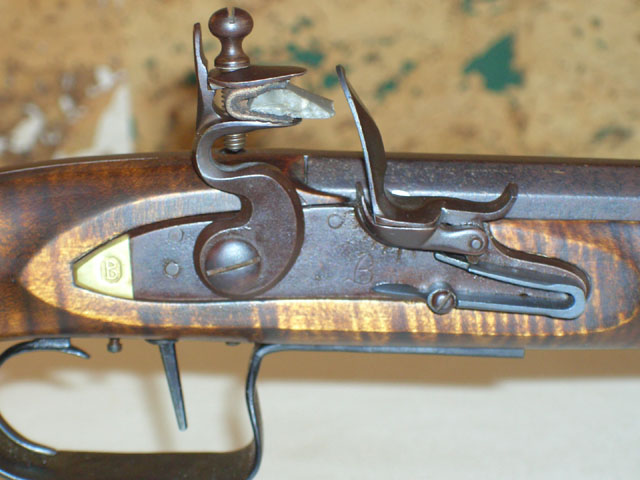
Budowa zamka typu francuskiego

Zamek skałkowy typu francuskiego, znany też jako zamek bateryjny – w literaturze zachodniej, zwany zamkiem skałkowym właściwym. Od swoich poprzedników, różnił się tym, iż pokrywa panewki i krzesiwo zostały połączone w jedną "baterię", tworząc kształt przypominający literę "L". Całość była obrotowo osadzona na trzpieniu – opadający kurek uderzał w krzesiwo, i odrzucał je naprzód, odsłaniając podsypkę na panewce.  Taki typ konstrukcji, był znacznie mniej zawodny niż zamek niderlandzki (snaphans lub snaphance) czy zamek hiszpański (miquelet), dzięki czemu stał się standardem. Prawie wszystkie europejskie i wszystkie północnoamerykańskie muszkiety, karabiny i pistolety z drugiej połowy XVIII wieku i pierwszej połowy XIX wieku były wyposażone w ten typ zamka.